# Гервајлер
Гервајлер (њем. Gehrweiler) општина је у њемачкој савезној држави Рајна-Палатинат. Једно је од 81 општинског средишта округа Донерсберг. Према процјени из 2010. у општини је живјело 326 становника. Посједује регионалну шифру (AGS) 7333024.

## Географски и демографски подаци
Гервајлер се налази у савезној држави Рајна-Палатинат у округу Донерсберг. Општина се налази на надморској висини од 250 метара. Површина општине износи 4,1 km². У самом мјесту је, према процјени из 2010. године, живјело 326 становника. Просјечна густина становништва износи 80 становника/km².